# 吉庆里 (镇江市)
吉庆里是中国江苏省镇江市的一组民居建筑群，2014年9月5日公布为第八批镇江市文物保护单位。
吉庆里民居建筑群建于清末民初，位于润州区京畿路中段北侧，依山而建，毗邻京畿路82号的世界红卍字会江苏省会旧址。吉庆里民居建筑群包括两组典型的镇江三合院式二层民居建筑，均为青砖清水外墙。东侧的2-8号前后共四进，西侧的3-7号前后共三进。